# Большие Шемердяны
Больши́е Шемердя́ны (чув. Мăн Шемертен) — село в Ядринском районе Чувашской Республики России. Входит в состав Большешемердянского сельского поселения.

## География
Село находится в северо-западной части Чувашии, в пределах Чувашского плато, в зоне хвойно-широколиственных лесов, на правом берегу реки Мочкаушка, при автодороге 97Н-041, на расстоянии примерно 13 км (по прямой) к юго-востоку от города Ядрин, административного центра района. Абсолютная высота — 125 м над уровнем моря.

### Климат
Климат характеризуется как умеренно континентальный, с продолжительной морозной зимой и тёплым летом. Среднегодовая температура воздуха — 2,9 °С. Средняя температура воздуха самого тёплого месяца (июля) — 18,6 °C (абсолютный максимум — 38 °C); самого холодного (января) — −13 °C (абсолютный минимум — −44 °C). Безморозный период длится около 148 дней. Среднегодовое количество атмосферных осадков составляет 513 мм, из которых 357 мм выпадает в период с апреля по октябрь

### Часовой пояс
Село Большие Шемердяны, как и вся Чувашия, находится в часовой зоне МСК (московское время). Смещение применяемого времени относительно UTC составляет +3:00.

## Население
| 2010 | 2012 |
| ---- | ---- |
| 334  | ↗440 |

### Половой состав
По данным Всероссийской переписи населения 2010 года в гендерной структуре населения мужчины составляли 48,2 %, женщины — соответственно 51,8 %.

### Национальный состав
Согласно результатам переписи 2002 года, в национальной структуре населения чуваши составляли 95 % из 437 чел.

## Известные уроженцы
- Крестникова, София Владимировна (1899—1989) — советский врач-терапевт, эндокринолог, инфекционист. Заслуженный врач РСФСР.